# Linn Ullmann
Karin Beate Ullmann, detta Linn (Oslo, 9 agosto 1966), è una giornalista e scrittrice norvegese.

## Biografia
Linn Ullmann è figlia del regista Ingmar Bergman e dell'attrice Liv Ullmann. Ancora bambina ha avuto un piccolo ruolo nel film del padre Sinfonia d'autunno in cui interpretava Eva, ovvero Liv Ullmann da bambina. Dopo studi di danza alla Juilliard School, si è laureata alla New York University, dove ha studiato letteratura inglese, conseguendo il Ph.D. È sposata con lo scrittore e drammaturgo Niels Fredrik Dahl, ha due figli e vive a Oslo.
Nel 1998 ha pubblicato con successo il suo primo romanzo, Prima che tu dorma (Før du sovner). Quello stesso anno ha pubblicato anche una monografia sul regista norvegese Arne Skouen.
Nel 2001 ha pubblicato il suo secondo romanzo, Quando sono con te (Når jeg er hos deg), ed ha cominciato a scrivere regolarmente come editorialista per il maggior quotidiano norvegese, l'Aftenposten, spaziando nei suoi articoli dall'arte alla politica.
Il suo terzo romanzo, Tu sei la mia grazia (Nåde) (2002), è stato premiato con il Reader's Prize in Norvegia, e il successivo, La luce sull'acqua (Et velsignet barn) (2005), è stato selezionato per il premio Brage. Nel 2007 ha ricevuto il premio Amalie Skram per la sua attività letteraria e il premio Gullpennen per quella giornalistica. Lo stesso anno il teatro Riksteatret ha rappresentato un adattamento di Tu sei la mia grazia.

## Opere

### Narrativa
- Prima che tu dorma (Før du sovner) (1998) - edizione italiana: Mondadori, 1999
- Quando sono con te (Når jeg er hos deg) (2001) - Mondadori, 2002
- Tu sei la mia grazia (Nåde) (2002) - Mondadori, 2004
- La luce sull'acqua (Et velsignet barn) (2005) - Mondadori, 2008
- La ragazza dallo scialle rosso (2014) - Guanda, 2014
- “Gli inquieti” - Guanda 2021

### Saggistica
- Yrke: Regissør. Om Arne Skouen og hans filmer (1998)